# كورتيس ودهاوس
كورتيس ودهاوس (بالإنجليزية: Curtis Woodhouse)‏ هو None بريطاني في مركز الوسط، ولد في 17 أبريل 1980 في Beverley ‏ في المملكة المتحدة. شارك مع منتخب إنجلترا تحت 21 سنة لكرة القدم. أما مع النوادي، فقد لعب مع برمنغهام سيتي وروشدين ودايموندز وشيفيلد يونايتد وغريمسبي تاون ونادي بيتربورو يونايتد ونادي روذرهام يونايتد ونادي شيفيلد ونادي مانسفيلد تاون ونادي هاروجيت تاون وهال سيتي.

## وصلات خارجية
- كورتيس ودهاوس على موقع بوكس ريك (الإنجليزية) (registration required)
- كورتيس ودهاوس على موقع قاعدة بيانات كرة القدم.إي يو (الإنجليزية)
- كورتيس ودهاوس على موقع Soccerbase.com (لاعب) (الإنجليزية)
- كورتيس ودهاوس على موقع عالم كرة القدم.نت (الإنجليزية)